# かっぺい&アッコのおかしな二人
『かっぺい&アッコのおかしな二人』（かっぺいアッコのおかしなふたり）は、1986年10月4日から1988年3月26日まで日本テレビ系列局で毎週土曜 22:30 ‐ 22:57（JST）に放送されたトークバラエティ番組である。司会は伊奈かっぺいと和田アキ子。

## 概要
当時青森放送の社員だった伊奈かっぺいが初めて受け持った全国ネットのレギュラー番組である。伊奈の当時の所属先で当時はまだクロスネット局だった青森放送では、本来の放送時間にテレビ朝日・朝日放送制作の『土曜ワイド劇場』を土曜22時台で時差ネットしていた関係上、この番組は土曜14時台での遅れネットで放送されていた。また、クロスネット時代の青森放送で、日本テレビ土曜22時台の番組がネットされたのはこの番組のみである。更にテレビ岩手も、該当枠で『必殺シリーズ』を放送していたため、日曜日午後に放送していた。
この番組の終了をもって日本テレビ制作土曜22時台後半枠の番組が終了し、後番組である『アッコのおかしな仲間』からは読売テレビ制作となったが、スタッフの一部は製作局が変更してからも継続されており、事実上の続編にもなる。
伊奈と司会を務めた和田アキ子は、この番組に出演するにあたり、当時裏番組だった『世界ふしぎ発見!』（TBS）を降板したと同番組の司会者である草野仁が2024年4月10日に放送されたニッポン放送『ザ・ラジオショー』でコメントしている。。

## スタッフ
- 構成：出倉宏、源孝志、植竹公和、森保鉄志、佐藤宗示、下尾雅美
- テーマ作曲：坂本龍一
- 音楽：ボブ佐久間
- TD：矢島敦
- スイッチャー：細谷修
- カメラ：泉博司
- VE：梅津孝一
- 照明：竹越幸生
- 音声：田中勝己
- 音効：大野友造
- TK：川松美佐栄
- 編集：東洋レコーディング
- デザイン：田原英二、道勧英樹
- 美術進行：市村順太
- スタイリスト：福田雅行
- ヘア・メイク：河野はるみ
- 演出：佐々木隆二
- プロデューサー補：田中義一
- プロデューサー：すゞきまさかつ、野口幸忠
- 演出・プロデューサー：長束利博
- チーフプロデューサー：笈田光則
- 制作：ホリプロ
- 製作著作：日本テレビ